# Bombylisoma unicolor
Bombylisoma unicolor är en tvåvingeart som först beskrevs av Friedrich Hermann Loew 1855.  Bombylisoma unicolor ingår i släktet Bombylisoma och familjen svävflugor. Inga underarter finns listade i Catalogue of Life.